# قاسيارسوك
قاسيارسوك (بالإنجليزية: Qassiarsuk)‏ هي مستوطنة تقع في جرينلاند في جرينلاند. يقدر عدد سكانها بـ 89 نسمة .